# Glasnici nade
Glasnici nade su kršćanski rock (white metal) sastav iz Hrvatske. Osnovao ga je 1991. godine don Anto Bobaš zajedno s bratom Jadrankom. 

## Povijest
Na osnivanje sastava potaknulo ih je postojanje white metala na Zapadu. Ime su izabrali prema jednoj od molitava sv. Dominiku, u kojoj se spominje da je sv. Dominik bio "glasnik goleme nade...", u čemu su se tvorci prepoznali. Sastav su osnovali 1991. i sama je njihova pojava na glazbenoj pozornici bila malim iznenađenjem: svećenici glazbenici koji sviraju nekakkvi metal, svećenik koji je oslikao omot albuma, izdavač dominikanska izdavačka kuća.
Za vrijeme hrvatsko-muslimanskog rata Glasnici nade organizirali su i pokrenuli veliki koncert "Bijeli put za Novu Bilu i Bosnu Srebrenu" koji se održao na Uskrsni ponedjeljak 1994. u velikoj dvorani Doma sportova u Zagrebu. Na koncertu su svirala poznata hrvatska glazbena imena: Divlje jagode, Atomsko sklonište, Hard Time, Anesthesia, Legija, Film, Drugi način, Psihomodo pop, Maxmett i drugi.
2010. snimljen je dokumentarni film na DVD-u o Glasnicima nade čiji je glavni realizator Matija Pavlić. Dokumentarni film sadrži mnoštvo skupljenih starih materijala.
Glasnici nade su surađivali sa Slavkom Nedićem.

## Glazba
Cilj sviranja ovog sastava je glazbom naviještati Evanđelje, koje jest i ostaje prava i konačna svrha svega, tako i glazbe. Glazba koju njeguju nije komercijalna. 
Biblija i svakodnevni život najbitniji su izvorištem inspiracije pjesama ovog sastava. Smatraju da je na duhovnoj pozornici najveći problem što su izvođači sramežljivi i što se "povlače u crkvene zidove", te kažu: "Lako je svirati u crkvi gdje te svi razumiju... izađi na veliku pozornicu pa propovijedaj Radosnu vijest onima koji s Isusom nemaju ničega zajedničkog - to je pravi pogodak!".

## Diskografija
- Glasnici nade (1991.)
- Dođi Kraljevstvo Tvoje (1992.)
- Istina (1997.)
- Najbolje (2002.)
- Bili jednom ratnici (2003.)
- Dominik O.K. (2010.)